# Leonor Montijo
Leonor Montijo Beraud (Hermosillo, Sonora, 16 de julio de 1932 - Hermosillo, Sonora, 5 de mayo de 2018), fue una pianista mexicana.

## Biografía
Leonor Montijo era originaria de Hermosillo, Sonora. 
Hija de la pianista Magdalena Beraud y Alberto Montijo.

### Estudios musicales
A la edad de 7 años comenzó a tomar clases de piano con su madre, la pianista Magdalena Beraud, al cumplir  14 años fue enviada a Guadalajara para continuar sus estudios en la Escuela Superior Diocesana de Música Sacra, bajo la guía del presbítero Manuel de Jesús Aréchiga y el compositor Domingo Lobato.
Para continuar sus estudios, viajó a la Ciudad de México para perfeccionarse con Fausto García Medeles, Bernard Flavigny, Luz María Puente, Reah Sadovsky, Alfred Brendel y María Teresa Rodríguez. También realizó estudios en Londres con Albert Ferbert.

### Trayectoria
En 1961 ingresó como maestra de piano de la Escuela de Música de la Universidad de Guadalajara para después convertirse en directora de la misma.
También impartió la cátedra de piano en la Escuela Superior Diocesana de Música Sacra.
Se encargó de formar un gran número de pianistas, directores de orquesta y maestros de música profesionales, entre ellos; Ana Eugenia González Gallo, José Guadalupe Flores, Enriqueta Morales, Francisco Orozco, Elizabeth Schumer y Roberto Gutiérrez.
Fue concertista bajo la batuta de maestros como Helmut Goldmann, Domingo Lobato, Kenneth Klein, Francisco Orozco, José Guadalupe Flores Almaraz y Guillermo Salvador.

### Premios y distinciones
En 1996 fue nombrada  maestra emérita de la Universidad de Guadalajara. 
En 2010 recibió el Premio Jalisco a las Artes.
La Secretaría de Cultura de Jalisco, emitió un comunicado en el que lamenta la muerte de la destacada pianista en el que se refiere a ella como “extraordinaria formadora de múltiples generaciones de profesionales de la música en la entidad”.

### Fallecimiento
En diciembre de 2017 fue diagnosticada con cáncer de páncreas con metástasis, lo que la llevó a que en febrero de 2018 regresara a Sonora, su ciudad natal. 
Falleció el 5 de mayo de 2018, en compañía de su sobrina Leticia Búrquez Montijo.